# Andersson, Pettersson och Lundström (film)
Andersson, Pettersson och Lundström är en svensk film från 1923 i regi av Carl Barcklind. 

## Handling
Andersson, Pettersson och Lundström beger sig ut på vandring med Stockholm som mål. På vägen köper de en lott som de vinner 300 000 kr på. När de nyrika kommer till Stockholm väcker deras lantliga beteende uppmärksamhet.

## Om filmen
Filmen premiärvisades 1 september 1923 på biograf Olympia i Gävle. Filmen spelades in i en ateljé i kvarteret Harpan på Linnégatan i Stockholm med exteriörer från Operakällaren i Stockholm av Sven Bardach. Som förlaga har man Frans Hodells folklustspel Andersson, Pettersson och Lundström som uruppfördes på Södra Teatern i Stockholm 1865. Hodells pjäs byggde i sin tur på skådespelet Lumpacius vagabundus av Johann Nestroy som utgavs 1833 i Österrike. Inga Tidblad gjorde sin långfilmsdebut i filmen.

## Rollista i urval
- Tor Weijden – Frans Andersson, snickaregesäll
- Thor Modéen – Pettersson, skräddaregesäll, senare direktör "Charles Perzonne"
- Axel Ringvall – Lundström, skomakaregesäll
- Vera Schmiterlöw – Fiken, Hasselqvists dotter
- Inga Tidblad – Alma
- Ella Ringe – fru Jansson, änka, Almas mor, Lundströms värdinna
- Ebon Strandin – "grevinnan" Cameliowsky
- Vilhelm Bryde – baron von Luftig
- Olle Westbeck – fru Janssons fyraårige son
- Fritz Strandberg – Hasselqvist, snickarmästare
- Alfred Lundberg – dopprästen
- Ragnar Arvedson – damskräddare
- Gucken Cederborg – gäst på Perzonnes fest
- Eric Lindholm – nämndeman Jan Persson
- Gustaf Lövås – Pluggstedt, gäst på skördefesten